# Hedyotis cinereoviridis
Hedyotis cinereoviridis är en måreväxtart som beskrevs av George Henry Kendrick Thwaites. Hedyotis cinereoviridis ingår i släktet Hedyotis och familjen måreväxter. Inga underarter finns listade i Catalogue of Life.